# Globba laeta
Globba laeta är en enhjärtbladig växtart som beskrevs av Kai Larsen. Globba laeta ingår i släktet Globba och familjen Zingiberaceae. Inga underarter finns listade i Catalogue of Life.